# ایندیان هایتس (ایندیانا)
ایندیان هایتس (به انگلیسی: Indian Heights) یک منطقهٔ مسکونی در ایالات متحده آمریکا است که در شهرستان هوارد، ایندیانا واقع شده‌است. ایندیان هایتس ۲٫۲ کیلومتر مربع مساحت و ۳٬۰۱۱ نفر جمعیت دارد و ۲۶۱ متر بالاتر از سطح دریا واقع شده‌است.